# 3396 Муаззез
3396 Муаззез (3396 Muazzez) — астероїд головного поясу, відкритий 15 жовтня 1915 року.
Тіссеранів параметр щодо Юпітера — 3,105.